# Elektromagnetisk pump
Elektromagnetisk pump är en pump som utnyttjar det faktum att man på en elektrisk ledare i ett magnetfält får en kraft som beror av strömmen i ledaren. Detta kan utnyttjas då den vätska man vill pumpa har hög elektrisk ledningsförmåga (konduktivitet) till exempel då man vill pumpa flytande metall.